# ملیسوس
ملیسوس ساموسی از شاگردان پارمنیدس و فیلسوف پیرو مکتب الئایی بود. ملیسوس اهل ساموس در ۴۸۰ ق.م. به دنیا آمد. مردی سیاستمدار بود که از طرف مردم ساموس به فرماندهی نیروی دریایی برگزیده شد. او مردم ساموس را تشویق کرد که به نیروی دریایی آتن حمله کنند و با تشویق او بود که در سال ۴۴۰ ساموسی‌ها آتنی‌ها را در جنگ دریایی شکست دادند. ملیسوس تلاش می‌کرد تا اعتراضاتی که مخالفین پارمنیدس بر فلسفه او داشته‌اند، پاسخ گوید؛ و ضمناً خود نیز در بعضی از مسائل با پارمنیدس اختلاف داشته‌است. ملیسوس اولا صفت بعد «موجود» یا «وجود» را باقی می‌گذارد ولی هر گونه مادیت را از آن سلب می‌کند، ثانیاً به عدم تناهی زمانی عدم تناهی مکانی را می‌افزاید و ثالثاً برای «موجود» یا «وجود» قائل به زندگی عاطفی می‌شود ولی او را از هر گونه درد و اندوه بیگانه می‌داند.
ارسطو نظرات ملیسوس را سخت نا پخته می‌داند. شاید به این دلیل که یونانی‌ها متناهی را برتر از نامتناهی می‌دانستند. چون می‌خواستند اشیاء را به روشنی و صراحت ببینند. ملیسوس معتقد به نامتناهی مکانی «موجود» یا «وجود» بود. هستی هم از نظر زمانی و هم از نظر مکانی واحد و نا محدود است. چون اگر وجود متناهی است، پس ورای وجود باید هیچ چیز نباشد وجود را باید هیچ چیز محدود نکرده باشد. اما اگر وجود را هیچ چیز محدود نکرده‌است، باید نا متناهی باشد و نه متناهی.
اهمیت ملیسوس را در این می‌دانند که تغییری به نظریهٔ کثرت داد و معلوم ساخت که اگر کثرتی باشد هر یک از اجزای این کثرت باید درست دارای همان صفات واحد باشد و بدین سان راه را برای اتومیست‌های آینده گشود.